# Martin Jakubko
Martin Jakubko (* 26. Februar 1980 in Chminianska Nová Ves) ist ein slowakischer Fußballspieler.

## Karriere
In seiner Jugend spielte Jakubko für den MFK Slovan aus Sabinov und den ŠK Odeva aus Lipany. Seinen ersten Profieinsatz hatte er in der Saison 1999/2000 für 1. FC Tatran Prešov. Nachdem er dort anfänglich noch hoffnungsvoll begonnen hatte, folgte eine lange Durststrecke. Erst mit seinem Wechsel 2003 zu FK Dukla Banská Bystrica kam der Umschwung. Bereits im ersten Jahr trug der großgewachsene Mittelstürmer mit 10 Toren in 18 Partien zur Vizemeisterschaft bei, dem größten Erfolg des Vereins in der Corgoň liga. Im Jahr darauf wurde der FK Dukla Dritter und gewann den Landespokal.
Der Ligaerfolg machte ihn auch für die Nationalmannschaft interessant und so wurde er am 30. November 2004 erstmals im Landestrikot eingesetzt. Kurz darauf holte ihn der slowakische Trainer Vladimír Weiss von Saturn Ramenskoje nach Moskau in die russische Premjer-Liga.
Allerdings gelang es ihm in zweieinhalb Jahren nicht, sich bei dem russischen Hauptstadtverein durchzusetzen. Aufwärts ging es erst, als er für ein halbes Jahr zum FK Chimki ging, wo er in 15 Spielen zwei Mal traf. Im Jahr 2009 gelang ihm schließlich der Durchbruch beim FK Moskau. Er erzielte acht Saisontore in 23 Partien und wurde daraufhin von Saturn Ramenskoje zurückgeholt. Seit Februar 2011 spielt er erneut für FK Dukla Banská Bystrica.
In der Nationalmannschaft kam Martin Jakubko im Vorfeld der Fußball-Weltmeisterschaft 2010 in Südafrika wieder verstärkt zum Einsatz. In sechs Qualifikationsspielen erzielte er zwei Tore. Erstmals gelang der Slowakei die WM-Qualifikation und auch der Mittelstürmer wurde in das WM-Aufgebot aufgenommen. Als einziger der fünf nominierten Offensivkräfte wurde er in der Vorrunde nicht eingesetzt. Seine Einwechslung kurz vor Schluss im Achtelfinalspiel gegen die Niederlande kam jedoch zu spät, um das Ausscheiden der Slowakei noch abzuwenden.

## Titel und Erfolge
- Slowakischer Pokalsieger 2005 mit Dukla Banská Bystrica
- Slowakischer Vizemeister 2004 mit Dukla Banská Bystrica